# Anna Sjöström
Anna Sjöström (* 23. April 1977 in Skellefteå) ist eine ehemalige schwedische Fußballspielerin. Die Mittelfeldspielerin nahm mit der schwedischen Nationalmannschaft an mehreren internationalen Turnieren teil.

## Werdegang
Sjöström begann als Achtjährige mit dem Fußballspielen, als ihr Vater bei Umeå Södra FF eine Mädchenmannschaft aufbaute. Später wechselte sie innerhalb der Stadt zu Umeå IK damfotboll in die Damallsvenskan. Nachdem sie in der Spielzeit 2000 zum ersten Gewinn des Meistertitels beigetragen hatte, nominierte sie Marika Domanski Lyfors für das Auftaktländerspiel im Januar des folgenden Jahres gegen Norwegen. Bei der 1:2-Niederlage debütierte sei an der Seite von Caroline Jönsson, Malin Moström, Victoria Svensson und Therese Sjögran und konnte sich in der Folge im Kader der Auswahl festspielen.
Auch auf Vereinsebene war Sjöström weiterhin erfolgreich, mit dem Klub verteidigte sie einerseits den Meistertitel und konnte nach einem 2:1-Erfolg über Djurgårdens IF im Endspiel um den Landespokal den Gewinn des Doubles feiern. Im folgenden Jahr gelang der Titelhattrick, als neben Meisterschaft und Pokalerfolg im Sommer 2003 im Endspiel um den UEFA Women’s Cup 2002/03 gegen den dänischen Vertreter Fortuna Hjørring jeweils Hin- und Rückspiel gewonnen wurden. Der große Triumph mit vier Titeln blieb ihr verwehrt, da sie zwar mit der schwedischen Nationalmannschaft das Endspiel der Weltmeisterschaft 2003 erreichte, dieses jedoch nach Golden Goal gegen die deutsche Nationalmannschaft verlor.
2004 verteidigte Sjöström mit ihrem Klub den Meistertitel. Zudem trat sie in ihrem dritten Endspiel im UEFA Women’s Cup in Folge an und gehörte beim 5:0-Auswärtserfolg beim 1. FFC Frankfurt zweifach zu den Torschützen, die den erneuten Gewinn des Titels garantierten. Im selben Jahr gehörte sie zum Kader der Nationalmannschaft bei den Olympischen Sommerspielen in Athen. Nach dem Ausscheiden im Halbfinale gegen die brasilianische Nationalmannschaft belegte sie nach einer erneuten Niederlage gegen Deutschland mit der Auswahl den vierten Rang und blieb ohne Medaille. Auch bei der Europameisterschaft 2005 gehörte sie der Mannschaft an, die trotz zweier Tore im Duell gegen Norwegen nach einer 2:3-Niederlage nach Verlängerung im Halbfinale ausschied.
In den Spielzeiten 2005 und 2006 gewann Sjöström unter Trainer Andrée Jeglertz an der Seite von Anna Paulson, Lisa Dahlkvist und Karolina Westberg mit Umeå IK erneut die schwedische Landesmeisterschaft. Im November 2006 gab sie ihren Rücktritt vom aktiven Sport bekannt.